# Casa das máquinas (navio)

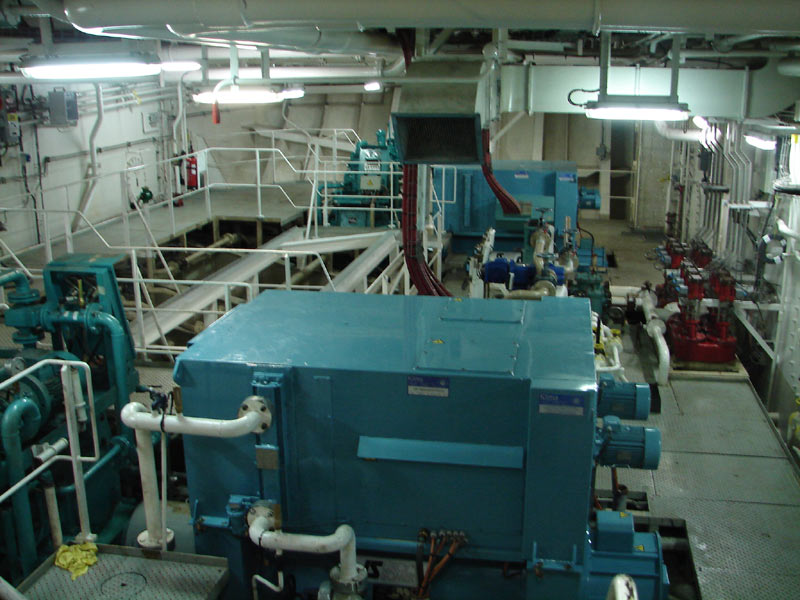
Cada das máquinas do navio Champlain.

A casa das máquinas ou praça de máquinas é o compartimento de um navio onde estão instaladas as máquinas de propulsão e os seus auxiliares.

## Máquinas e equipamentos auxiliares

### Bombas
As bombas são máquinas hidráulicas usadas sempre que há necessidade de aumentar a pressão de trabalho ou a velocidade de escoamento de uma substância líquida contida em um sistema.

### Compressores de ar
O compressor é um equipamento industrial concebido para aumentar a pressão de um fluido em estado gasoso (ar, vapor de água, hidrogênio, etc)

### Destiladores de água
O destilador é o equipamento que usa calor para aquecer a água e depois condensar o vapor gerado para obter uma água isenta de sais.

### Sistemas hidróforos
Os sistemas hidróforos navais são destinados a aumentar e manter a pressão nas redes de água doce fria, água doce quente e água para descargas sanitárias. Esses sistemas oferecem mais conforto e melhor operação de todos os aparelhos e equipamentos. Seu emprego justifica-as nas embarcações e plataformas “offshore” onde é inconveniente ou impossível a construção de caixa d’água elevadas.

### Separadores centrífugos de óleo
Os separadores centrífugos de óleo visam garantir a confiabilidade do combustível e dos lubrificantes através de uma operação não dependente de supervisão, com produtos aprovados pelas sociedades classificadoras, onde diferentes sólidos não solúveis de um ou dois líquidos não miscíveis são separados continuamente.

### Separadores de água e óleo
Os separadores de água e óleo são sistemas usados para receber efluentes e águas contaminadas com óleos e graxas e através da utilização de um método físico, fazer a separação da água e do óleo.

### Sistema de tratamento de água servida
O sistema de tratamento de água servida é responsável por dar o tratamento adequado ao esgoto, efluente ou águas servidas (resíduos líquidos domésticos e indústrias) para que sejam removidas as impurezas, e assim possam ser devolvidos à natureza sem causar danos ambientais e à saúde humana.

### Sistema de governo do navio
O sistema de governo do navio é o aparelho de governo que permite que um só homem governe o navio com facilidade, que pela grandeza de suas dimensões necessitaria de um esforço muito grande para girar o seu leme.

### Aparelhos de força do convés
Os aparelhos de força do convés servem para carregar e descarregar as cargas e utensílios necessários para entrar e sair do navio.